# Star Harbor (Teksas)
Star Harbor je grad u američkoj saveznoj državi Teksas. Prema popisu stanovništva iz 2010. u njemu je živjelo 444 stanovnika.